# Groeve Keutenberg

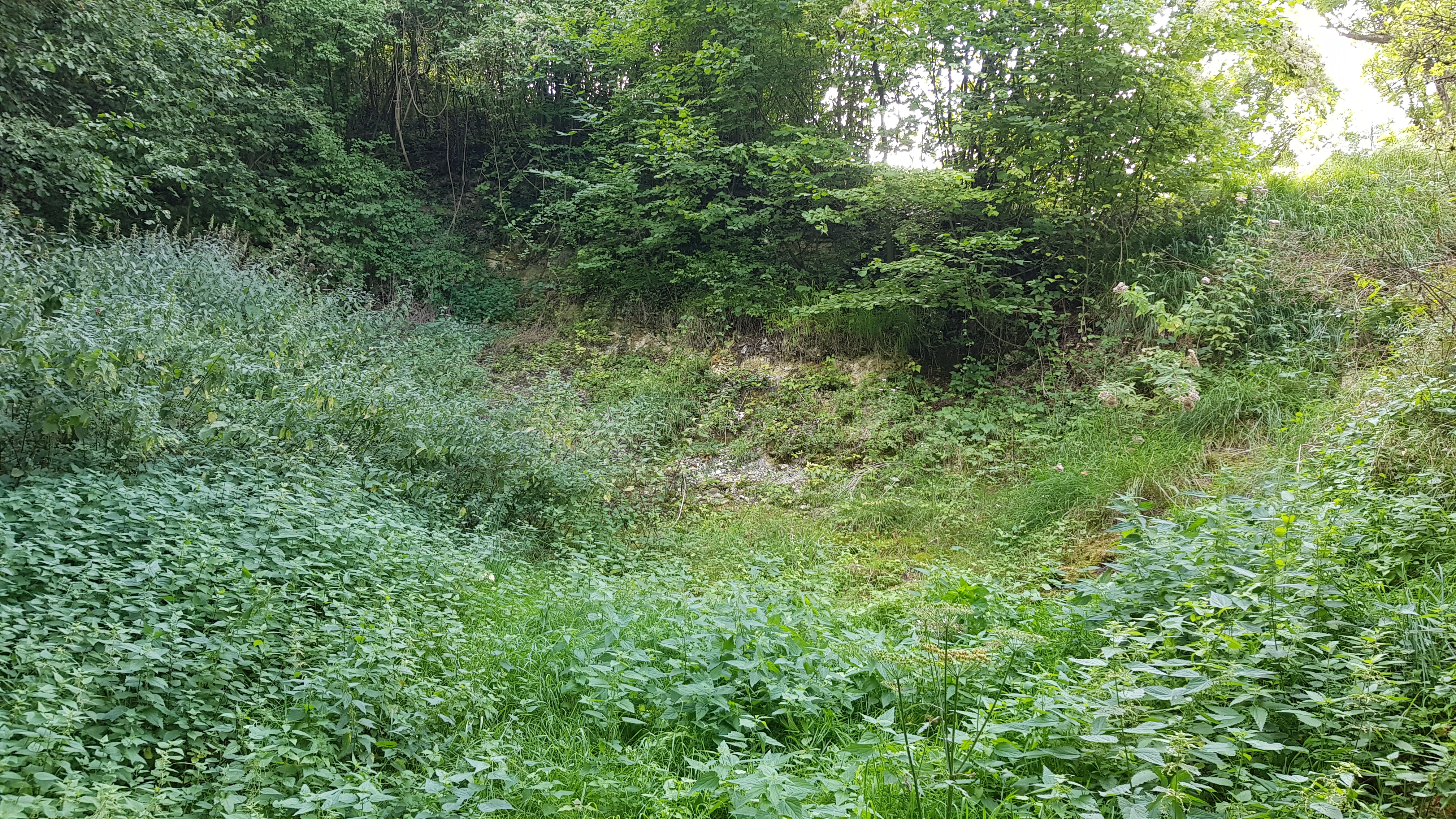
de Groeve Keutenberg anno 2019

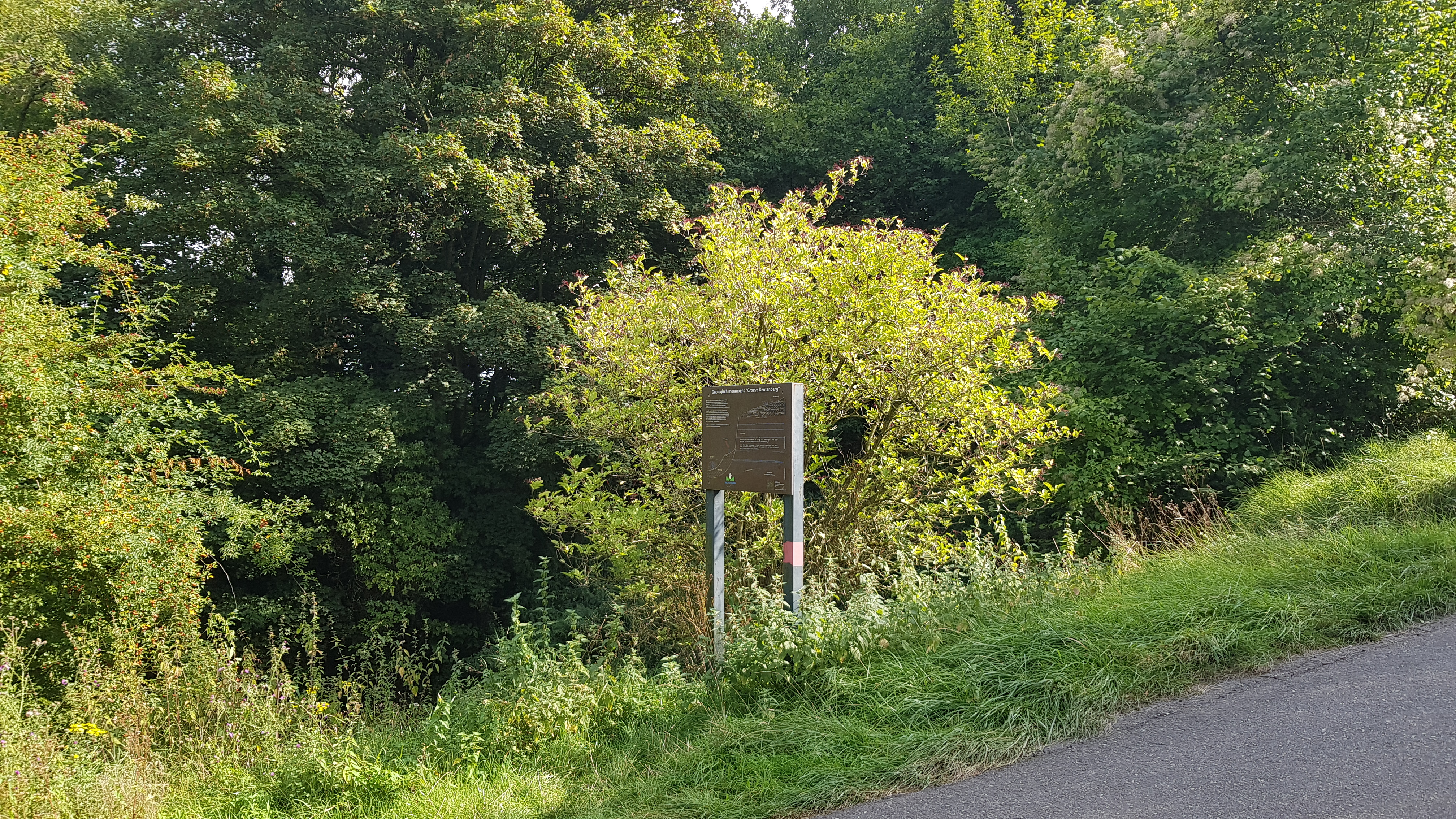
bord met aanduiding Geologisch monument Groeve Keutenberg

De Groeve Keutenberg is een Limburgse mergelgroeve en geologisch monument in Nederlands Zuid-Limburg in de gemeente Valkenburg aan de Geul. De dagbouwgroeve ligt bij buurtschap Engwegen ten zuidoosten van Schin op Geul aan de voet van de Keutenberg. Op ongeveer 50 meter naar het oosten stroomt de Geul.
De groeve ligt op de zuidelijke dalwand van het Geuldal op de noordoostelijke rand van het Plateau van Margraten.
Op ongeveer 150 meter naar het westen ligt de Sousberg.

## Geschiedenis
In de Romeinse tijd werd de groeve reeds gebruikt voor de winning van mergelkalk om het land mee te bemergelen.
Ten tijde van de Eerste Wereldoorlog lag de import van buitenlandse kalk grotendeels stil en legde men in Zuid-Limburg diverse groeven aan om kalksteen te ontginnen.

## Geologie
De kalksteen in de groeve is de Kalksteen van Lanaye uit de Formatie van Gulpen, een van de weinig plekken waar deze kalksteen ontsloten is. Behalve de microscopisch kleine skeletjes van plankton waar deze kalksteen uit is opgebouwd, zijn er geen grotere fossielen in de groeve aangetroffen. De kalksteen is hier wit van kleur en bevat grille zwarte vuurstenen. Deze zwarte vuurstenen liggen in lagen en als knollen in de kalksteen. Naar het westen toe worden de vuursteenlagen steeds duidelijker, zodat ter hoogte van Maastricht er 23 vuursteenlagen in de Kalksteen van Lanaye te zien zijn.
Hogerop de helling ligt bovenop de Kalksteen van Lanaye de Kalksteen van Valkenburg, van elkaar gescheiden door de Horizont van Lichtenberg. Deze kalksteen bevat lichtgrijze vuurstenen en de kalksteen is fijnkorrelig en glauconiethoudend.

## Kalkoven
Op ongeveer 30 meter ten noorden van de groeve lag er een kalkoven waar kalksteen uit de groeve werd gebrand, de Kalkoven Engwegen.